# Tara (nome)
Tara  è un nome proprio di persona inglese femminile.

## Varianti
- Femminili: Tarah[1], Tera[1], Terra[1]
- Alterati: Tarina[1]

## Origine e diffusione

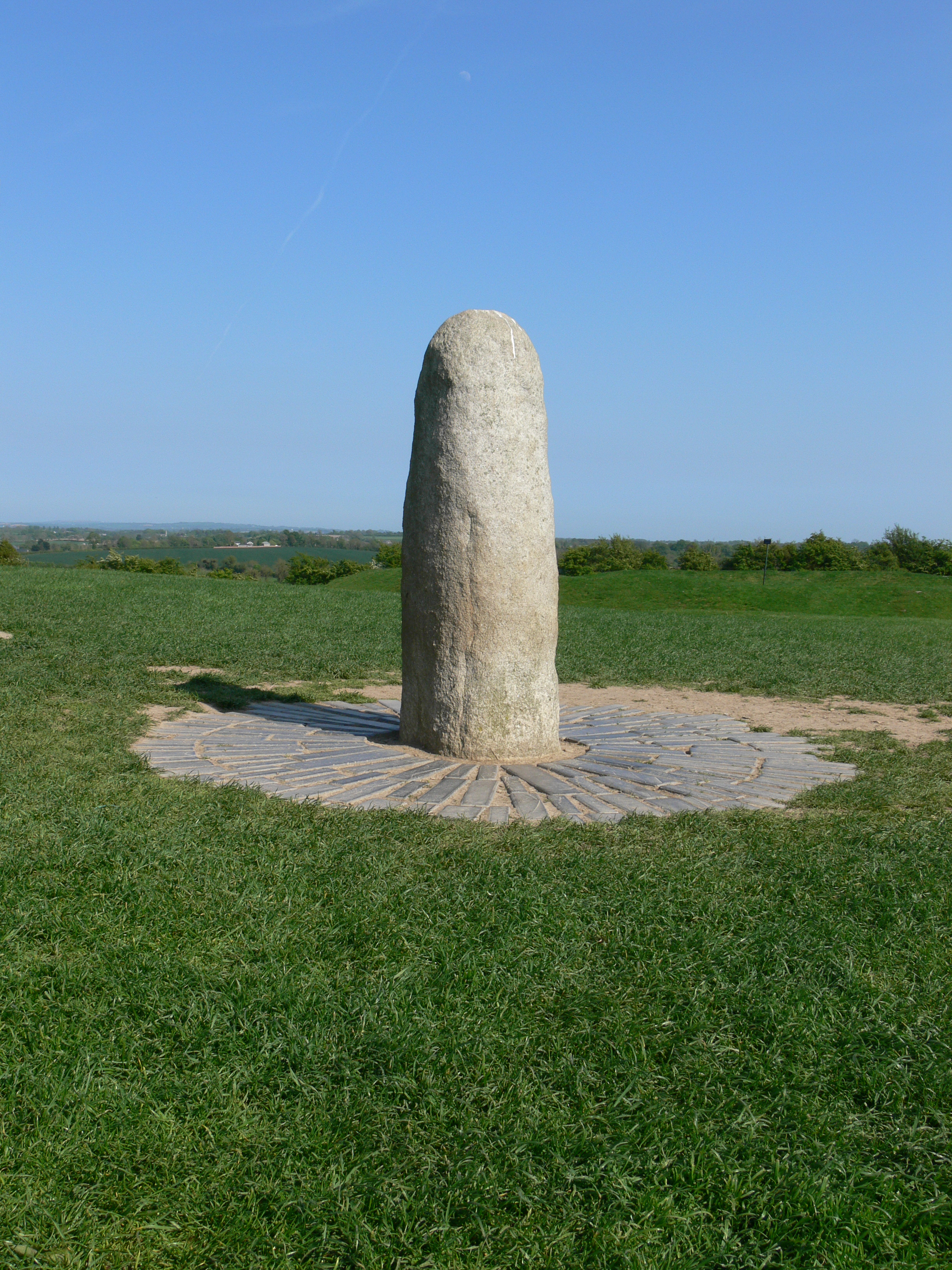
La Lia Fáil sulla Collina di Tara

Si tratta di una forma anglicizzata del toponimo irlandese Teamhair; è il nome di Tara, una collina situata vicino a Dublino, anticamente ritenuta sacra e residenza dei Re di Tara. Generalmente, il significato di Teamhair viene indicato come "collina", "posto elevato" (come abbreviazione di Teamhair na Rí, "collina dei re"), nel qual caso sarebbe analogo per semantica al nome Brent; alcune fonti notano però che, in gaelico, teamhair vuol dire piuttosto "tempo", "stagione".
Margaret Mitchell usò il nome Tara per la piantagione di cotone di proprietà della famiglia di Rossella O'Hara, nel suo romanzo del 1936 Via col vento; il successo dell'opera, e poi dell'omonimo film da essa tratto, portò all'adozione di Tara come nome proprio di persona. 
Va notato che Tara è anche una traslitterazione di तारा, nome hindi e nepalese avente il significato di "stella"; esso è portato, nella mitologia induista, dalla moglie di Brhaspati, mentre nel buddhismo Tārā è un Bodhisattva.

## Onomastico
Il nome è adespota, cioè non è portato da alcuna santa, pertanto l'onomastico ricade il 1º novembre, giorno di Ognissanti.

## Persone
- Tara Buck, attrice statunitense
- Tara Conner, modella statunitense

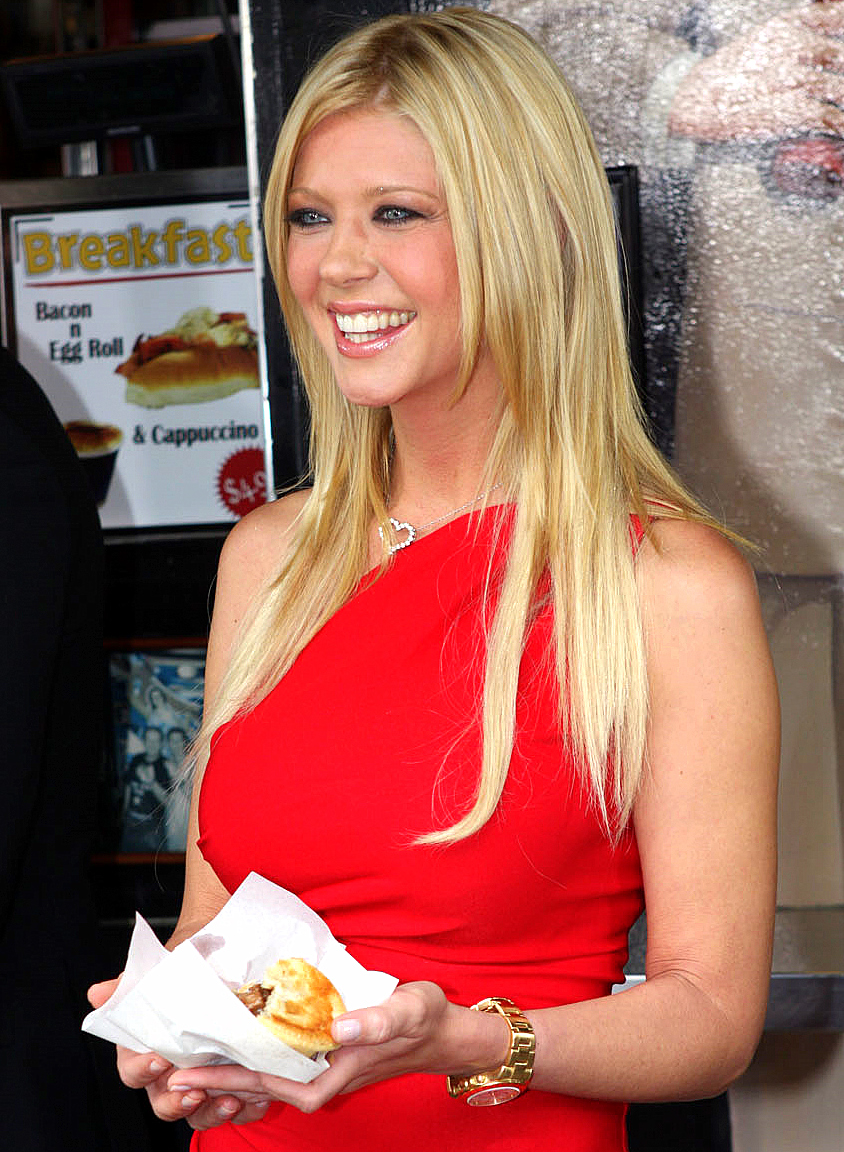
Tara Reid

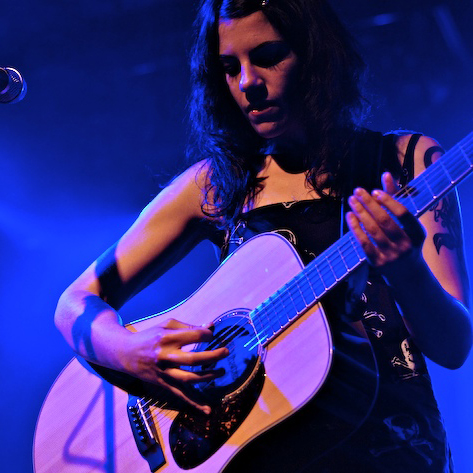
Terra Naomi

- Tara Cross, pallavolista statunitense
- Tara Fitzgerald, attrice inglese
- Tara Lipinski, pattinatrice artistica su ghiaccio e attrice statunitense
- Tara McDonald, cantautrice britannica
- Tara Moore, tennista britannica
- Tara Reid, attrice e produttrice cinematografica statunitense
- Tara Strong, attrice e doppiatrice canadese naturalizzata statunitense

### Varianti
- Tarah Murrey, pallavolista statunitense
- Terra Naomi, cantautrice, musicista e youtuber statunitense
- Tera Patrick, attrice pornografica e produttrice cinematografica statunitense

## Il nome nelle arti
- Tara Fremont è un personaggio della serie a fumetti Femforce.
- Tara Lewis è un personaggio della serie televisiva Criminal Minds.
- Tara Maclay è un personaggio della serie televisiva Buffy l'ammazzavampiri.
- Tara Thornton è un personaggio del Ciclo di Sookie Stackhouse.